# Bianka Lamade
Bianka Lamade (Leonberg, 30 augustus 1982) is een voormalig professioneel tennisspeelster uit Duitsland. Zij begon haar professionele carrière in januari 2000. Haar hoogste positie in het enkelspel is 59e, op 9 juli 2001.
Lamade won op de WTA-tour één toernooi in het enkelspel. In 2001 versloeg zij in Tasjkent de Nederlandse Seda Noorlander. Daarnaast won zij drie titels op de ITF-tour. Zij kwam op de grandslamtoernooien niet verder dan de tweede ronde, zowel op het Australian Open als op Wimbledon.
In het dubbelspel bereikte zij twee finales op de WTA-tour, maar verloor beide. In 2002 verloor zij met de Bulgaarse Magdalena Maleeva de finale van het toernooi van Rosmalen. In 2001 en 2002 kwam zij uit voor het Duitse Fed Cup-team – zij behaalde daar een winst/verlies-balans van 1–5.

## Posities op deWTA-ranglijst
Positie per einde seizoen:
| jaar | rang enkelspel | rang dubbelspel |
| ---- | -------------- | --------------- |
| 2000 | 127            | 104             |
| 2001 | 67             | 75              |
| 2002 | 223            | 159             |
| 2003 | 176            | 102             |
| 2004 | 1050           | 530             |

## Palmares
| Legenda                |
| ---------------------- |
| Grandslamtoernooi      |
| Olympische Spelen      |
| Year-End Championships |
| Tier I                 |
| Tier II                |
| Tier III               |
| Tier IV & V            |

### WTA-finaleplaatsen enkelspel
| nr.              | finale     | toernooi     | ondergrond | tegenstandster  | score         |         |
| ---------------- | ---------- | ------------ | ---------- | --------------- | ------------- | ------- |
| gewonnen finales |            |              |            |                 |               |         |
| 1.               | 2001-06-17 | WTA Tasjkent | hardcourt  | Seda Noorlander | 6-3, 2-6, 6-2 | details |
| verloren finales |            |              |            |                 |               |         |
| geen             |            |              |            |                 |               |         |

### WTA-finaleplaatsen vrouwendubbelspel
| nr.              | finale     | toernooi      | ondergrond    | partner           | tegenstandsters                  | score    |         |
| ---------------- | ---------- | ------------- | ------------- | ----------------- | -------------------------------- | -------- | ------- |
| gewonnen finales |            |               |               |                   |                                  |          |         |
| geen             |            |               |               |                   |                                  |          |         |
| verloren finales |            |               |               |                   |                                  |          |         |
| 1.               | 2001-10-28 | WTA Luxemburg | hardcourt (i) | Patty Schnyder    | Jelena Bovina Daniela Hantuchová | 3-6, 3-6 | details |
| 2.               | 2002-06-22 | WTA Rosmalen  | gras          | Magdalena Maleeva | Catherine Barclay Martina Müller | 4-6, 5-7 | details |

## Resultaten grandslamtoernooien
| Legenda | Legenda                          |
| ------- | -------------------------------- |
| g.t.    | geen toernooi gehouden           |
| l.c.    | lagere categorie                 |
| –       | niet deelgenomen                 |
| G       | uitgeschakeld in de groepsfase   |
| 1R      | uitgeschakeld in de eerste ronde |
| 2R      | uitgeschakeld in de tweede ronde |
| 3R      | uitgeschakeld in de derde ronde  |
| 4R      | uitgeschakeld in de vierde ronde |
| KF      | uitgeschakeld in de kwartfinale  |
| HF      | uitgeschakeld in de halve finale |
| F       | de finale verloren               |
| W       | het toernooi gewonnen            |
| w-v     | winst/verlies-balans             |

### Enkelspel
| toernooi        | 2001 | 2002 | w-v |
| --------------- | ---- | ---- | --- |
| Australian Open | –    | 2R   | 1-1 |
| Roland Garros   | 1R   | 1R   | 0-2 |
| Wimbledon       | 2R   | 1R   | 1-2 |
| US Open         | 1R   | –    | 0-1 |

### Vrouwendubbelspel
| toernooi        | 2001 | 2002 | 2003 | w-v |
| --------------- | ---- | ---- | ---- | --- |
| Australian Open | 1R   | 1R   | –    | 0-2 |
| Roland Garros   | 2R   | 2R   | 2R   | 3-3 |
| Wimbledon       | 2R   | 1R   | 1R   | 1-3 |
| US Open         | 1R   | –    | 1R   | 0-2 |